# Nikolaus Basilius Potocki

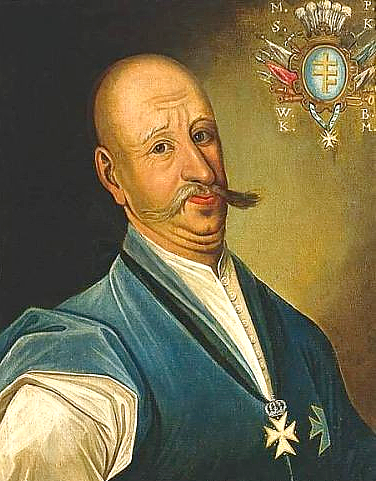
Nikolaus Basilius Potocki

Nikolaus Basilius Potocki (poln. Mikołaj Bazyli Potocki, ukr. Микола Василь Потоцький; * 1707 oder 1708; † 13. April 1782, Sribne, jetzt im Rajon Radywyliw in der Oblast Riwne im Westen der Ukraine) war ein polnisch-ukrainischer Adelsangehöriger (Szlachta), Magnat, Mäzen und Kaniwer Starost.

## Familie
Nikolaus Basilius Potocki war der Sohn von Stefan Aleksander Potocki und Joanna Sieniawska, der Schwester von Adam Mikołaj Sieniawski. Sein Urgroßvater war der Woiwode von Bracław, Felliner Starost und Heerführer Stefan Potocki. Nikolaus Basilius Potocki war mit Marianna Dombrowska verheiratet. Er starb am 13. April 1782 in Dorf Sribne (ukr. Срібне, pol. Srebrna oder Srybno).

## Kirchengründer
- Kirche Gottes, Lwiw
- Kreuzerhöhungskirche, Butschatsch
- Mariä Aufnahme in den Himmel, Butschatsch
- Mariä-Entschlafens-Kloster, Potschajiw
- Mariä-Schutz-und-Fürbitte-Kirche, Butschatsch
- Unbefleckte-Empfängnis-Mariens-Kirche, Horodenka

## Siege auch
- Mariä-Entschlafens-Kloster (Potschajiw)

| Personendaten    | Personendaten              |
| ---------------- | -------------------------- |
| NAME             | Potocki, Nikolaus Basilius |
| KURZBESCHREIBUNG | polnischer Magnat          |
| GEBURTSDATUM     | 1707 oder 1708             |
| STERBEDATUM      | 13. April 1782             |